# Lars Håland
Lars Emil Håland (Estocolmo, 28 de julio de 1962) es un deportista sueco que compitió en esquí de fondo. Ganó dos medallas en el Campeonato Mundial de Esquí Nórdico de 1989, oro en el relevo y bronce en 15 km.

## Palmarés internacional
| Campeonato Mundial | Campeonato Mundial | Campeonato Mundial | Campeonato Mundial |
| Año                | Lugar              | Medalla            | Prueba             |
| ------------------ | ------------------ | ------------------ | ------------------ |
| 1989               | Lahti (Finlandia)  | Medalla de oro     | Relevo 4 × 10 km   |
| 1989               | Lahti (Finlandia)  | Medalla de bronce  | 15 km              |